# Segunda Divisão de Honra 1996/97
Die Segunda Divisão de Honra 1996/97 war die 7. Spielzeit der zweithöchsten portugiesischen Fußballliga. Die Saison begann am 25. August 1996 und endete am 15. Juni 1997.
Die Liga wurde mit 18 Teams ausgetragen. Drei Absteiger aus der Primeira Liga und drei Aufsteiger aus der IIª Divisão kamen dazu.

## Teilnehmer
| Team                  | Spielort                     |
| --------------------- | ---------------------------- |
| SC Campomaiorense     | Campo Maior                  |
| Varzim SC             | Póvoa de Varzim (Varzim)     |
| Académica de Coimbra  | Coimbra                      |
| FC Felgueiras         | Felgueiras                   |
| FC Penafiel           | Penafiel                     |
| União Lamas           | Santa Maria de Lamas (Lamas) |
| GD Estoril Praia      | Estoril                      |
| Desportivo Aves       | Vila das Aves (Aves)         |
| SC Beira-Mar          | Aveiro                       |
| FC Paços de Ferreira  | Paços de Ferreira (Paços)    |
| União Madeira         | Funchal                      |
| CD Feirense           | Santa Maria da Feira (Feira) |
| Moreirense FC         | Moreira                      |
| Académico de Viseu FC | Viseu                        |
| FC Alverca            | Alverca                      |
| SC Covilhã            | Covilhã                      |
| CD Beja               | Beja                         |
| FC Tirsense           | Santo Tirso (Tirso)          |

## Tabelle
| Pl. | Verein                | Sp. | S  | U  | N  | Tore    | Diff. | Punkte |
| --- | --------------------- | --- | -- | -- | -- | ------- | ----- | ------ |
| 1.  | SC Campomaiorense (A) | 34  | 18 | 8  | 8  | 051:320 | +19   | 62     |
| 2.  | Varzim SC (N)         | 34  | 18 | 5  | 11 | 049:520 | −3    | 59     |
| 3.  | Académica de Coimbra  | 34  | 17 | 7  | 10 | 039:210 | +18   | 58     |
| 4.  | FC Felgueiras (A)     | 34  | 14 | 12 | 8  | 041:330 | +8    | 54     |
| 5.  | FC Penafiel           | 34  | 13 | 12 | 9  | 038:290 | +9    | 51     |
| 6.  | União Lamas           | 34  | 13 | 8  | 13 | 037:320 | +5    | 47     |
| 7.  | GD Estoril Praia      | 34  | 13 | 8  | 13 | 034:350 | −1    | 47     |
| 8.  | Desportivo Aves       | 34  | 13 | 8  | 13 | 044:470 | −3    | 47     |
| 9.  | FC Paços de Ferreira  | 34  | 11 | 13 | 10 | 039:410 | −2    | 46     |
| 10. | SC Beira-Mar          | 34  | 12 | 10 | 12 | 036:320 | +4    | 46     |
| 11. | União Madeira         | 34  | 11 | 10 | 13 | 040:450 | −5    | 43     |
| 12. | CD Feirense           | 34  | 10 | 12 | 12 | 048:470 | +1    | 42     |
| 13. | Moreirense FC         | 34  | 10 | 12 | 12 | 045:440 | +1    | 42     |
| 14. | Académico de Viseu FC | 34  | 11 | 9  | 14 | 034:380 | −4    | 42     |
| 15. | FC Alverca            | 34  | 9  | 13 | 12 | 031:300 | +1    | 40     |
| 16. | SC Covilhã (N)        | 34  | 9  | 11 | 14 | 030:410 | −11   | 38     |
| 17. | CD Beja (N)           | 34  | 9  | 10 | 15 | 044:550 | −11   | 37     |
| 18. | FC Tirsense (A)       | 34  | 8  | 6  | 20 | 025:510 | −26   | 30     |

Platzierungskriterien: 1. Punkte – 2. Direkter Vergleich (Punkte, Tordifferenz, geschossene Tore) – 3. Tordifferenz – 4. geschossene Tore

| (A) | Absteiger aus der Primeira Divisão 1995/96 |
| (N) | Neuaufsteiger aus der IIa Divisão          |